# 小林正弘
小林 正弘（こばやし まさひろ、1956年10月24日 - ）は、トランペット奏者。東京都出身。

## 略歴
5歳よりトランペットを始め、高校在学中にRCサクセションのサポートメンバーとしてプロデビュー。その後国立音楽大学に進学したが、キャンディーズのバックバンド「MMP」に参加するなど多忙を極めたため中退。1979年に「宮間利之&ニューハードオーケストラ」に1年間在籍。退団後は、大先輩である数原晋のサイドマンとして数多くのスタジオワークに参加。1980年代後半よりサックス奏者の小池修らと共に自己のホーンセクションで数多くのスタジオワークやサポートワークに参加する。
1994年にはフュージョンバンド「Source」を結成。1997年に初めてのアルバム『Source』をリリース、音楽雑誌「ADLIB」（アドリブ）の読者人気投票でその年の「最優秀新人バンド賞」を受賞した。
1998年にバンド「Kicks」を結成、翌1999年11月にはアルバム『Kicks』をリリース。また2001年にはボサノバ系バンド「Nouvelle-B」を結成。更には同じトランペット奏者であるエリック・ミヤシロ率いる「EM BAND」などで活動中である。
また同じくトランペット奏者で「BIG HORNS BEE」などで活動している小林太は実弟。「小林ブラザーズ」（別名「兄弟HOT! BROTHERS」）として、ライブなどでの共演も多い。

## 参加作品

### ア行
- 青木智仁
  - EXPERIENCE（アルバム、2000年） - 実弟の小林太と共に参加。

- オフコース
  - I LOVE YOU（アルバム、1982年）

### カ行
- 角松敏生
  - I must change my life & love for me（シングル、1990年）
  - あるがままに（アルバム、1992年）
  - 君を二度とはなさない（シングル、1992年）

- 河内淳一
  - DEVILS IN MY CAR（映画「ふうせん」のサントラ「SHOOT THE GUITARIST」に収録）

### サ行
- Sunny
  - Bless you, Thank you（シングル、2001年）

- 沢田研二
  - Beautiful World（アルバム、1992年）

- JIMSAKU
  - JADE（アルバム、1992年）
  - DISPENSATION（アルバム、1996年）

### タ行
- T-SQUARE
  - 脚線美の誘惑（アルバム、1982年）
  - NEW-S（アルバム、1990年）
  - IMPRESSIVE（アルバム、1992年）
  - 夏の惑星（アルバム、1994年）

### ハ行
- 浜田省吾
  - FATHER'S SON（アルバム、1988年）
  - EDGE OF THE KNIFE（アルバム、1991年）
  - その永遠の一秒に（アルバム、1993年）
  - ROAD OUT "TRACKS"（アルバム、1996年）
  - ON THE ROAD '86 Im a J.BOY（DVD、2016年）

- 堀江由衣
  - HONEY JET!!（アルバム、2009年）

### マ行
- 松岡直也
  - DANCE UPON A TIME（アルバム、1992年）

- 三原善隆
  - Winning Cup（アルバム、1994年）

### ヤ行
- 山下達郎
  - FOR YOU（アルバム、1982年）
  - あまく危険な香り（シングル、1982年）
  - MELODIES（アルバム、1983年）

- 雪村いづみ
  - I'm a Singer（アルバム、1994年）

- 米川英之
  - HALF TONE SMILE（アルバム、1994年）
  - azul（アルバム、1995年）

### ラ行
- L'Arc〜en〜Ciel
  - KISS（アルバム、2007年）